# Ville-sur-Retourne
Ville-sur-Retourne – miejscowość i gmina we Francji, w regionie Grand Est, w departamencie Ardeny.
Według danych na rok 1990 gminę zamieszkiwało 99 osób, a gęstość zaludnienia wynosiła 10 osób/km².